# Гриценко, Константин Андреевич
Гриценко Константин Андреевич (18 мая 1901 года, ст. Мечетенская, Украинская ССР — 28 июля 1944 года) — участник Великой Отечественной войны, полковник, входил в руководящий состав 18-й гвардейской танковой бригады, 3-й гвардейской танковой бригады.

## Биография
Константин Андреевич родился в станице Мечетенская Черкасского округа Донской области, дата рождения в документах представлена так: 18 мая (19 мая) 1901. В 1913 году закончил четыре класса в сельской школе по месту рождения.
В сентябре 1922 года был призван в ряды Красной Армии Черкасским военным областным комиссариатом. 17 августа 1925 года направлен на курсы Киевской школы командиров имени С. С. Каменева Киевской объединённой школы, после назначен командиром пулемётного взвода 1-й пулеметной роты 142-го стрелкового полка. В 1932 году был слушателем Ленинградской высшей офицерской бронетанковой школы. С 29 апреля 1932 года был назначен командиром и политруком учебной роты 55-й стрелковой дивизии.
2 марта 1936 года назначен начальником штаба отдельного танкового батальона 84-й стрелковой дивизии, с 3 июня 1938 года — начальником автобронетанковой 84-й моторизованной дивизии Московского ВО.
В данной должности участвовал в Советско-финляндской войне 1939—1940.

### Участие в Великой Отечественной войне
Начало Великой Отечественной войны встретил в занимаемой должности в звании майор на Северо-Западном фронте, где во время боёв на реке Неман оказался в окружении и с 3 декабря 1941 года считался пропавшим без вести. Оказавшись в тылу врага, попал в партизанский отряд Рощина, где командовал особой группой и ротой в Смоленской области. Партизанский «рощинский офицерский» отряд оказал весьма существенную помощь основным войскам после битвы под Москвой, расстраивая планы противника. Затем Константин Андреевич был отозван в Москву.
Участвовал в Белгородско-Харьковской операции. С октября 1943 года стал командиром 18-й гвардейской танковой бригады 3-го гвардейского танкового корпуса. С 8 июня бригада бригада вошла в подчинение 3-го Белорусского фронта. Участвовал в Белорусской операции. Участвовал в освобождении таких городов как Борисов, Минск (Минская операция), Вильнюс, Воложин, Ошмяны (Вильнюсская операция).
В ходе боёв 28 июля 1944 г. полковник Гриценко был убит. Похоронен на воинском кладбище города Минск по улице Козлова.

### Семья
Был женат. Жена — Гриценко Клеопатра Иосифовна.

## Награды
- Медаль «За боевые заслуги» — 1942;
- Медаль «Партизану Отечественной войны» I степени;
- Орден Красной Звезды — 1943;
- Орден Красного Знамени — 04.07.1944[14].